# Mega Man ZX
Mega Man ZX, conosciuto come Rockman ZX (ロックマンゼクス?, Rokkuman Zekusu) in Giappone, è un videogioco a piattaforme per Nintendo DS uscito nel 2006.

## Trama
I protagonisti della storia nel videogioco, sono Vent e Aile, due ragazzi orfani che lavorano entrambi per una piccola compagnia di spedizioni. In realtà uno dei due ragazzi viene scelto all'inizio della partita, e le storie dei due, quasi identiche, non si incrociano mai. Un giorno il protagonista riceve il compito di consegnare un misterioso pacco, contenente qualcosa di molto prezioso; viene però attaccato da una schiera di maverick, robot distruttori.
Quando il pacco si rompe involontariamente, da esso fuoriesce un oggetto fluttuante e pensante, chiamato Biometallo. Questo si fonde con il protagonista, trasformandolo in Mega Man, una sorta di essere superiore, in grado di sparare e muoversi a velocità molto elevate. Alleatosi poi con un gruppo di guardiani, combatterà per salvare il mondo da Serpent, un uomo malvagio che cerca di compiere stragi di innocenti per alimentare un altro Biometallo, dotato di poteri insuperabili.

### Personaggi
- Vent/Aile sono i protagonisti assoluti della vicenda, due ragazzi che dieci anni prima hanno perso la madre nel corso di un attacco di Maverick, robot distruttori. I loro nomi significano rispettivamente "vento" e "ala" in francese. Otterranno il potere del Biometallo X, che li renderà potenti MegaMan. Assorbendo gli altri Biometalli sono in grado di trasformarsi e acquisire nuove capacità.

- Giro (nome accorciato di Girouette) è il capo dell'agenzia di spedizioni di cui fa parte il protagonista. Riceverà i poteri del Biometallo Modello Z, ma, essendo consapevole di essere troppo debole, li donerà al protagonista[1], morendo per questa scelta.

- Prairie è la seconda comandante dei guardiani, un gruppo che cerca di prevenire atti illegali che possono danneggiare il pianeta terra. Il suo vero nome è Alouette, comparsa nella serie Zero. Si mostra spesso triste a causa della scomparsa di sua sorella Ciel, prima comandante dell'organizzazione, ma fa di tutto per essere un capo onesto e forte come il suo predecessore.

- Serpent è il presidente della Slither Inc., un'azienda che dovrebbe proteggere gli abitanti della terra dagli attacchi dei Maverick. In realtà, sfrutta queste incursioni per usare i morti, per questo ha dato l'energia di Giro come nutrimento per il potentissimo e pericolosissimo Biometallo Modello W; è il nemico principale del gioco ed anche il boss finale.

- Prometheus e Pandora sono una coppia di Mega Man dotati di grande potere e dal passato sconosciuto, sono fratelli.[2] Combattono più volte contro il protagonista e sembrano essere alleati di Serpent. La loro vita nasconde misteri molto più grandi: sono infatti i messaggeri del modello W. Prometheus che possiede un'enorme falce, ed è specializzato in attacchi oscuri o a base di fuoco. Pandora è invece abile nel controllare il ghiaccio ed il tuono. Pandora utilizza un bastone da mago, Prometheus una falce energetica. Pandora è inoltre in grado di leggere la mente.

- Omega Zero: boss bonus, si può sconfiggere recandosi nell'area N. Una volta sconfitto, in modalità normale o difficile, rilascerà il modello O, il cui aspetto è identico a quello di Omega Zero. Essendo molto infuriato con Zero, che l'ha sconfitto, in attacco sarà molto più veloce e distruttivo. Qui il suo attacco Rekkoha gli fa riguadagnare 8 PV

### Biometalli
I biometalli, sono pietre metalliche contenenti le anime di MegaMan X, MegaMan Zero, Sage Harpuia, Fighting Fefnir, Fairy Leviathan, Hidden Phantom, del dr. Weil e di Omega Zero. Le lettere segnano i dati di un megaman
- Biometallo Modello X: nel corso del videogioco è il primo potere che si ottiene. Si perde poco tempo dopo con l'acquisizione del Modello Z e la trasformazione del Mega Man ZX. Con il Modello X il protagonista diventa un Mega Man blu, perfettamente identico a quello dei videogiochi della serie originale: tale trasformazione dispone solo di un attacco a lungo raggio. Contiene i dati di X.

- Biometallo Modello Zx: è probabilmente il metallo contenente il ciber-elfo di Zero, protagonista della serie Mega Man Zero. Il potere del biometallo è il potere del coraggio. Ricevuto dopo la morte di Giro, il protagonista ottiene la trasformazione combinata di X e Z, divenendo il Mega Man ZX: in questa forma dispone di un blaster e di una saber per attacchi corpo a corpo.

- Biometallo Modello Hx: è il metallo dotato dei poteri del vento. Con esso il protagonista si trasforma in un Mega Man verde in grado di volare, planare, attaccare con una sciabola elettrica e analizzare i nemici. Contiene i dati di Sage Harpuia.

- Biometallo Modello Px: è il metallo che possiede i poteri dell'oscurità. Con esso il protagonista diviene un Mega Man ninja con l'abilità di lanciare kunai molto rapidamente, dispone di un radar, e la capacità di appendersi a qualsiasi cosa. Contiene i dati di Hidden Phantom, l'unico dei 4 guardiani che Zero sconfisse due secoli prima.

- Biometallo Modello Fx: è il metallo contenente l'energia del fuoco. La trasformazione ad esso associata cambia il protagonista in un artigliere infuocato in grado di sparare palle incendiarie, cambiare la traiettoria del cannone e distruggere muri con un solo colpo caricato. Contiene i dati di Fighting Fefnir.

- Biometallo Modello Lx: è il metallo che dona il potere dell'acqua e del ghiaccio. Il protagonista, unendosi ad esso acquisisce l'abilità di localizzare gli oggetti e di attaccare con un'alabarda congelante. Con questo si può nuotare con le pinne sul casco, i guanti e gli stivali. Contiene i dati di Fairy Leviathan.

- Biometallo Modello Ox: è una trasformazione speciale che si può ottenere in due modi dopo il completamento della storia principale: Il primo consiste nel battere in modalità normale o difficile Omega nell'area N e consegnando una strana pietra presente in una stanza vuota nel piano più basso dopo la sconfitta del boss a Fleuve. Dopo aver finito il gioco Fleuve consegnerà il modello Ox. Il secondo (possibile solo con un Nintendo ds lite) è inserire le cassette del Gameboy advance di Megaman Zero 3 e 4, battendo i suoi boss. Dunque si dovrà procedere dritto verso l'ultima porta a destra e comparirà la pietra che dovrete dare a Fleuve. Il suo aspetto e le sue capacità sono quelle di Omega Zero, e dispone di una velocità maggiore degli altri modelli. Le armi sono un blaster e una spada identica a quella di Zero, ma viola. Omega venne sconfitto da Zero nel gioco, Megaman Zero 3, ma è riuscito a tornare, probabilmente dai ricordi di Weil dopo la morte di quest'ultimo.[3]

- Biometallo Modello W: L'unico biometallo del gioco che il giocatore non può ottenere. Contiene l'anima del dottor Weil e corrompe qualsiasi cosa si avvicini ad esso. Porta alla follia gli uomini e li tramuta in potenti maverick. Si è originato dopo che il Ragnarok, l'astronave da guerra di Weil, si schiantò contro la terra distruggendosi assieme al suo creatore. Questo mostruoso biometallo si nutre dei sentimenti negativi e delle sofferenze della gente.